# B. T. Express
B. T. Express è stato un gruppo musicale americano che annoverò diversi successi negli anni 70 e 80. È soprattutto noto per il brano Does it feel good del 1980.

## Discografia

### Album
| 1974                                                                   | Do It ('Til You're Satisfied)) | 5   | 1  | 43 | 22 | - RIAA | Roadshow/Scepter        |
| 1975                                                                   | Non-Stop                       | 19  | 1  | 60 | 36 |        | Roadshow                |
| 1976                                                                   | Energy to Burn                 | 43  | 11 | 90 | —  |        | Columbia                |
| 1977                                                                   | Function at the Junction       | 111 | 39 | —  | —  |        | Columbia                |
| 1978                                                                   | Shout! (Shout It Out)          | 67  | 16 | —  | 59 |        | Columbia                |
| 1980                                                                   | 1980                           | 164 | 29 | —  | —  |        | Columbia                |
| 1982                                                                   | Keep It Up                     | —   | 49 | —  | —  |        | Coast to Coast/Roadshow |
| "—"indica un brano non classificato o non presente in quel territorio. |                                |     |    |    |    |        |                         |

### Singoli
| 1974                                                                    | "Do It ('Til You're Satisfied)"                  | 2  | 1  | 8  | 29 | 7  | 33 | 18 | 51 | - RIAA: Gold            | Do It ('Til You're Satisfied) |
| 1974                                                                    | "Express "                                       | 4  | 1  | 1  | —  | 3  | 34 | —  | 34 | - RIAA: Gold - MC: Gold | Do It ('Til You're Satisfied) |
| 1974                                                                    | "That's What I Want for You Baby"                | —  | —  | 11 | —  | —  | —  | —  | —  |                         | Do It ('Til You're Satisfied) |
| 1975                                                                    | "Give It What You Got" (A-side)                  | 31 | 5  | —  | —  | 41 | —  | —  | —  |                         | Non-Stop                      |
| 1975                                                                    | "Peace Pipe" (B-side)                            | 31 | 5  | 3  | —  | 56 | —  | —  | —  |                         | Non-Stop                      |
| 1976                                                                    | "Close to You"                                   | 82 | 31 | —  | —  | 66 | —  | —  | —  |                         | Non-Stop                      |
| 1976                                                                    | "Can't Stop Groovin' Now, Wanna Do It Some More" | 52 | 6  | 13 | —  | —  | —  | —  | —  |                         | Energy to Burn                |
| 1976                                                                    | "Energy to Burn"                                 | —  | 37 | —  | —  | —  | —  | —  | —  |                         | Energy to Burn                |
| 1977                                                                    | "Funky Music (Don't Laugh at My Funk)"           | —  | —  | —  | —  | —  | —  | —  | —  |                         | Function at the Junction      |
| 1977                                                                    | "Shout It Out"                                   | —  | 12 | —  | —  | 90 | —  | —  | —  |                         | Shout! (Shout It Out)         |
| 1978                                                                    | "What You Do in the Dark"                        | —  | —  | —  | —  | —  | —  | —  | —  |                         | Shout! (Shout It Out)         |
| 1980                                                                    | "Give Up the Funk (Let's Dance)"                 | —  | 24 | 22 | —  | —  | —  | —  | 52 |                         | 1980                          |
| 1980                                                                    | "Does It Feel Good"                              | —  | 76 | —  | —  | —  | —  | —  | 52 |                         | 1980                          |
| 1980                                                                    | "Stretch"                                        | —  | 51 | —  | —  | —  | —  | —  | —  |                         | Greatest Hits                 |
| 1981                                                                    | "Let Yourself Go"                                | —  | —  | —  | —  | —  | —  | —  | —  |                         | Keep It Up                    |
| 1982                                                                    | "Keep It Up"                                     | —  | —  | —  | —  | —  | —  | —  | —  |                         | Keep It Up                    |
| 1982                                                                    | "Star Child (Spirit of the Night)"               | —  | —  | —  | —  | —  | —  | —  | —  |                         | Keep It Up                    |
| 1983                                                                    | "Hangin' Out"                                    | —  | —  | —  | —  | —  | —  | —  | —  |                         | N.D.                          |
| 1983                                                                    | "This Must Be the Night"                         | —  | —  | —  | —  | —  | —  | —  | —  |                         | N.D.                          |
| 1994                                                                    | "Express '94"                                    | —  | —  | —  | —  | —  | —  | —  | 67 |                         | N.D.                          |
| "—" indica un brano non classificato o non presente in quel territorio. |                                                  |    |    |    |    |    |    |    |    |                         |                               |